# Rivolta de Su Connotu
La rivolta de Su Connotu fu un episodio di ribellione verificatosi a Nuoro in Sardegna il 26 aprile del 1868.
L'episodio trae origine a seguito dell'emanazione nel 1865 di una legge con la quale si aboliva l’istituto degli ademprivi e si imponeva una tassazione particolarmente onerosa sulle abitazioni. 
Questo provvedimento era stato preceduto dall'Editto delle chiudende, emanato nel 1820 dall'allora re di Sardegna Vittorio Emanuele I, e autorizzava la chiusura dei terreni che erano fino ad allora di proprietà collettiva, introducendo di fatto la proprietà privata.

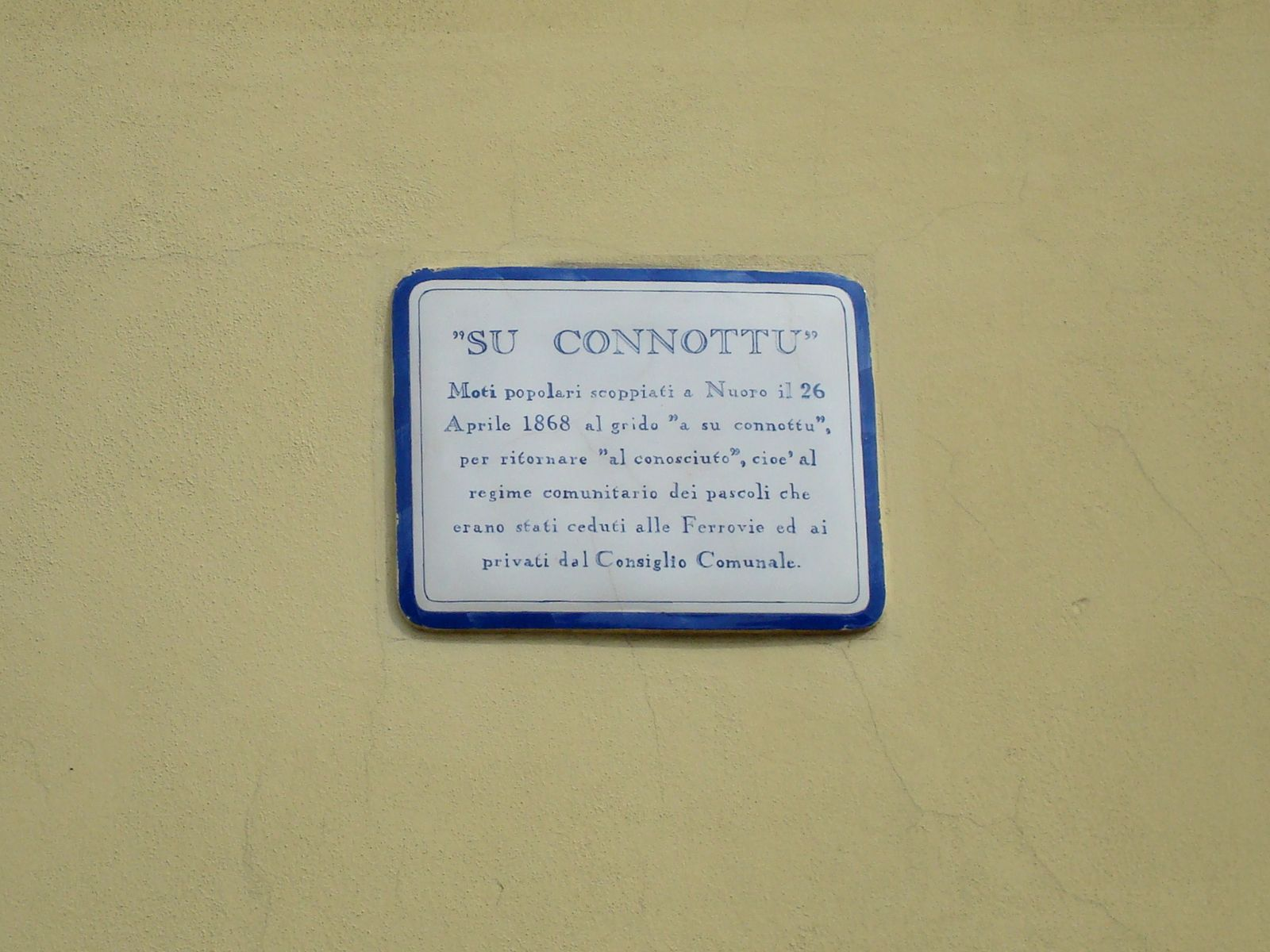
La targhetta posta in piazza Su Connotu

## Storia
In Barbagia ed in Ogliastra l'abolizione degli usi comunitari aveva provocato dei gravissimi scompensi. Nei primi decenni di attuazione dell'editto la popolazione locale iniziò a opporsi con determinazione, con azioni frammentarie anche se spesso molto violente. La situazione precipitò allorché nel 1858 furono alienati anche i terreni demaniali su cui gli abitanti dei villaggi avevano diritto di pascolo e di legnatico, in virtù del sistema dell'ademprivio. Le popolazioni cominciarono a ribellarsi in molti paesi della Sardegna.
A Nuoro il 26 aprile del 1868 scoppiò una grande rivolta, nota al motto di Torrare a su Connotu (Tornare al conosciuto). I rivoltosi, guidati da Paskedda Zau, chiedevano il ripristino dell'antico sistema di gestione dei terreni. Nei giorni della rivolta fu assaltato il comune e furono bruciati i documenti di compravendita delle terre comunali ex ademprivili. Giorgio Asproni, uno dei politici più in vista di quel territorio e deputato in Parlamento, era favorevole alla vendita dei terreni comunali, e nel contempo assegnava al clero un ruolo di responsabilità nella rivolta; tuttavia, a seguito di questi gravi fatti, sollecitò (insieme con altri deputati sardi) il governo italiano ad avviare un'indagine sulle condizioni sociali ed economiche della Sardegna.
Nel novembre dello stesso anno fu istituita la Commissione parlamentare di indagine, presieduta dal Agostino Depretis. La Commissione si recò nell'isola nel 1869, e furono vani i tentativi di Francesco Cocco Ortu e del marchese di Laconi Ignazio Aymerich di spiegare ai commissari i problemi economici dell'isola. L'unico che si impegnò seriamente fu Quintino Sella che produsse un'eccellente relazione sull'industria mineraria isolana. L'operato della commissione tuttavia non produsse alcun atto concreto.